# أورسولا فيرنون
أورسولا فيرنون (بالإنجليزية: Ursula Vernon)‏ (28 مايو 1977 في بيتسبورو - ) كاتِبة، وكاتبة للأطفال، وروائية من الولايات المتحدة.

## الجوائز
- Hugo Award for Best Graphic Story or Comic [الإنجليزية]‏
- جائزة نابيولا لأفضل قصة قصيرة  [لغات أخرى]‏
- جائزة هوغو لأفضل رواية